# ピエール・サルヴァドーリ
ピエール・サルヴァドーリ（Pierre Salvadori 1964年-）はフランスの映画監督・脚本家である。

## 来歴
コルス出身の両親のもとチュニジアで生まれ、パリで育つ。テレビドラマの脚本家を得て映画界に進出、1992年に短編映画デビューし、初の長編『めぐり逢ったが運のつき』で注目される。日本に入ってくる映画は極めて少ないが本国ではコンスタントに映画を撮り、また故マリー・トランティニャン、ギヨーム・ドパルデューとコンビを組んでコメディ映画を撮っているが、『うそつきな彼女』は映画祭公開のみで劇場公開はおろかソフト化すらされていない。また、俳優としてフィリップ・アレル監督作品に出演している。

## 代表作
- めぐり逢ったが運のつき Cible émouvante (1993)
- うそつきな彼女 Comme elle respire (1997) ※大阪ヨーロッパ映画祭、フランス映画祭横浜'98での公開のみ。
- プライスレス 素敵な恋の見つけ方 Hors de prix (2006)
- トラブル・ウィズ・ユー En liberté ! (2018)

## 俳優として出演した作品
- 視線のエロス La femme defendue (1997)
- プラネタリウム Planetarium (2016)